# Élections législatives de 1906 dans l'Allier
Les élections législatives dans l'Allier ont lieu les dimanches 6 mai 1906 et 20 mai 1906.
Elles ont pour but d'élire les 6 députés représentant le département à la Chambre des députés pour un mandat de quatre années.

## Mode de scrutin
L'élection se fait au scrutin d'arrondissement, soit un mode uninominal majoritaire à deux tours.
La circonscription pour l'élection est l'arrondissement.
Le scrutin est individuel, chaque arrondissement élisant un député.
Les arrondissements qui ont plus de cent mille habitants sont divisés. Dans ce cas on élit un député par circonscription électorale.
L'article 18 précise qu'il faut réunir pour être élu au premier tour :
1. La majorité absolue des suffrages exprimés ;
2. Un nombre de suffrages égal au quart des électeurs inscrits.

Au deuxième tour la majorité relative suffit. En cas d'égalité c'est le plus âgé qui est élu.

## Résultats par arrondissement

### Arrondissement de Gannat
Il regroupe tous les cantons de l'ancien arrondissement, au centre sud du département.
| Candidats      | Candidats        | Étiquette       | Premier tour | Premier tour |
| Candidats      | Candidats        | Étiquette       | Voix         | %            |
| -------------- | ---------------- | --------------- | ------------ | ------------ |
|                | Charles Péronnet | Rad-soc (*)     | 11 170       | 66,85        |
|                | James Lesbre     | Action libérale | 5 532        | 33,11        |
|                |                  |                 |              |              |
| Inscrits       | Inscrits         | Inscrits        | 21 060       | 100,00       |
| Votants        | Votants          | Votants         | 17 073       | 81,07        |
| Blancs et nuls | Blancs et nuls   | Blancs et nuls  | 363          | 2,13         |
| Exprimés       | Exprimés         | Exprimés        | 16 710       | 97,87        |

*sortant

### Arrondissement de La Palisse
Arrondissement de Lapalisse regroupe tous les cantons de l'Arrondissement de Lapalisse.

Il a été renommé en 1942 arrondissement de Vichy.
| Candidats      | Candidats        | Étiquette      | Premier tour | Premier tour |
| Candidats      | Candidats        | Étiquette      | Voix         | %            |
| -------------- | ---------------- | -------------- | ------------ | ------------ |
|                | Marcel Régnier * | Rad-soc        | 15 907       | 100,00       |
|                |                  |                |              |              |
| Inscrits       | Inscrits         | Inscrits       | 32 556       | 100,00       |
| Votants        | Votants          | Votants        | 18 710       | 57,47        |
| Blancs et nuls | Blancs et nuls   | Blancs et nuls | 2 803        | 14,98        |
| Exprimés       | Exprimés         | Exprimés       | 15 907       | 85,02        |

*sortant

### Arrondissement de Montluçon

#### 1recirconscription
Montluçon-1 regroupe le sud de l'arrondissement, soit les cantons de Montluçon-Ouest, Marcillat, Commentry et de Montmarault.
| Candidats      | Candidats       | Étiquette      | Premier tour | Premier tour |
| Candidats      | Candidats       | Étiquette      | Voix         | %            |
| -------------- | --------------- | -------------- | ------------ | ------------ |
|                | Léon Thivrier * | SFIO           | 9 191        | 51,27        |
|                | Thaury          | Progressiste   | 5 759        | 32,13        |
|                | Pernier         | Rad-soc        | 2 066        | 11,53        |
|                | Stéphane Létang | Soc révol.     | 901          | 5,03         |
|                |                 |                |              |              |
| Inscrits       | Inscrits        | Inscrits       | 23 148       | 100,00       |
| Votants        | Votants         | Votants        | 18 135       | 78,34        |
| Blancs et nuls | Blancs et nuls  | Blancs et nuls | 209          | 1,15         |
| Exprimés       | Exprimés        | Exprimés       | 17 926       | 98,85        |

*sortant

#### 2ecirconscription
Montluçon-2 regroupe le nord de l'arrondissement, soit les cantons de Montluçon-Ouest, Huriel, Hérisson et de Cérilly.
|                | Paul Constans *   | SFIO           | 8 231  | 51,93  |  |  |
|                | Étienne Lamoureux | Rad-soc        | 7 541  | 47,57  |  |  |
|                |                   |                |        |        |  |  |
| Inscrits       | Inscrits          | Inscrits       | 22 255 | 100,00 |  |  |
| Votants        | Votants           | Votants        | 16 648 | 74,81  |  |  |
| Blancs et nuls | Blancs et nuls    | Blancs et nuls | 797    | 4,79   |  |  |
| Exprimés       | Exprimés          | Exprimés       | 15 851 | 95,21  |  |  |

*sortant

### Arrondissement de Moulins

#### 1recirconscription
Moulins-1 regroupe les cantons de l'est de l'arrondissement, soit Moulins-Est, Chevagnes, Neuilly-le-Réal et de Dompierre-sur-Besbre.
| Candidats      | Candidats         | Étiquette       | Premier tour | Premier tour |
| Candidats      | Candidats         | Étiquette       | Voix         | %            |
| -------------- | ----------------- | --------------- | ------------ | ------------ |
|                | Henri Péronneau * | Rad-soc         | 7 721        | 58,60        |
|                | Bardonnet         | Action libérale | 4 563        | 34,63        |
|                | Thévenin          | SFIO            | 883          | 6,70         |
|                |                   |                 |              |              |
| Inscrits       | Inscrits          | Inscrits        | 16 117       | 100,00       |
| Votants        | Votants           | Votants         | 13 358       | 82,88        |
| Blancs et nuls | Blancs et nuls    | Blancs et nuls  | 182          | 1,36         |
| Exprimés       | Exprimés          | Exprimés        | 13 176       | 98,64        |

*sortant

#### 2ecirconscription
Moulins-2 regroupe les cantons de l'ouest : Moulins-Ouest, Souvigny, Le Montet, Bourbon-l'Archambault et de Lurcy-Lévis.
| Candidat       | Candidat        | Étiquette       | Premier tour | Premier tour | Ballotage | Ballotage |
| Candidat       | Candidat        | Étiquette       | Voix         | %            | Voix      | %         |
| -------------- | --------------- | --------------- | ------------ | ------------ | --------- | --------- |
|                | Albert Minier * | Rad-soc         | 8 931        | 49,75        | 10 121    | 90,98     |
|                | Léopold Bernard | Action libérale | 5 901        | 32,87        | 1 002     | 9,01      |
|                | Louis Panaud    | SFIO            | 3 119        | 17,38        |           |           |
|                |                 |                 |              |              |           |           |
| Inscrits       | Inscrits        | Inscrits        |              | 100,00       | 21 375    | 100,00    |
| Votants        | Votants         | Votants         |              |              | 12 006    | 56,17     |
| Blancs et nuls | Blancs et nuls  | Blancs et nuls  |              |              | 882       | 7,35      |
| Exprimés       | Exprimés        | Exprimés        | 17 951       |              | 11 124    | 92,65     |

*sortant